# Hexatoma (Eriocera) maesta
Hexatoma (Eriocera) maesta is een tweevleugelige uit de familie steltmuggen (Limoniidae). De soort komt voor in het Oriëntaals gebied.